# Yūbjī
Yūbjī (persiska: Yūnjī, یوبجی) är en ort i Iran.   Den ligger i provinsen Hamadan, i den nordvästra delen av landet, 280 km sydväst om huvudstaden Teheran. Yūbjī ligger 1 793 meter över havet och antalet invånare är 128.
Terrängen runt Yūbjī är kuperad åt nordost, men åt sydväst är den platt. Terrängen runt Yūbjī sluttar västerut. Runt Yūbjī är det ganska tätbefolkat, med 104 invånare per kvadratkilometer. Närmaste större samhälle är Malāyer, 7,9 km sydost om Yūbjī. Trakten runt Yūbjī består i huvudsak av gräsmarker.